# Рендолф (містечко, Вісконсин)
Рендолф (англ. Randolph) — місто (англ. town) в США, в окрузі Колумбія штату Вісконсин. Населення — 762 особи (2020).

## Демографія
Згідно з переписом 2010 року, у місті мешкало 769 осіб у 271 домогосподарстві у складі 217 родин. Було 288 помешкань
Расовий склад населення:
| - 97,7 % — білих - 0,4 % — чорних або афроамериканців - 0,1 % — корінних американців - 0,1 % — азіатів |

До двох чи більше рас належало 1,0 %. Частка іспаномовних становила 0,9 % від усіх жителів.
За віковим діапазоном населення розподілялося таким чином: 29,3 % — особи молодші 18 років, 57,4 % — особи у віці 18—64 років, 13,3 % — особи у віці 65 років та старші. Медіана віку мешканця становила 40,1 року. На 100 осіб жіночої статі у місті припадало 101,8 чоловіків;  на 100 жінок у віці від 18 років та старших — 108,4 чоловіків також старших 18 років.
Середній дохід на одне домашнє господарство  становив 80 645 доларів США (медіана — 72 500), а середній дохід на одну сім'ю — 88 331 долар (медіана — 81 875). Медіана доходів становила 58 438 доларів для чоловіків та 39 583 долари для жінок. За межею бідності перебувало 12,6 % осіб, у тому числі 24,7 % дітей у віці до 18 років та 5,9 % осіб у віці 65 років та старших.
Цивільне працевлаштоване населення становило 279 осіб. Основні галузі зайнятості: виробництво — 19,7 %, освіта, охорона здоров'я та соціальна допомога — 15,4 %, сільське господарство, лісництво, риболовля — 11,8 %, будівництво — 11,5 %.